# 牧杏駅
牧杏駅（モケンえき）は、大韓民国忠清北道忠州市牧杏洞にある韓国鉄道公社忠北線の駅である。現在は旅客・貨物輸送を行っていない。
1956年に普通駅として営業開始し、1983年までに近くにあった忠州肥料工場の貨物運輸を担当していた。2010年11月のダイヤ改正によって全列車通過駅となった。

## 駅構造
- 島式ホーム2面4線の地上駅。

## 駅周辺
- 忠州湖

## 歴史
- 1956年4月11日 - 普通駅として開業。
- 1980年10月12日 - 現駅舎竣工。
- 1988年1月1日 - 小包取り扱い中止。
- 1994年9月1日 - 貨物取り扱い中止。
- 2010年7月1日 - 駅員無配置の簡易駅に降格。
- 2010年11月1日 - 旅客取り扱い中止。

## 隣の駅
韓国鉄道公社
忠北線
忠州駅  - （牧杏駅） - （東良駅） - 三灘駅